# Фалај
Фалај (њем. Valley) општина је у њемачкој савезној држави Баварска. Једно је од 17 општинских средишта округа Мисбах. Према процјени из 2010. у општини је живјело 2.924 становника. Посједује регионалну шифру (AGS) 9182133.

## Географски и демографски подаци
Фалај се налази у савезној држави Баварска у округу Мисбах. Општина се налази на надморској висини од 650 метара. Површина општине износи 42,2 km². У самом мјесту је, према процјени из 2010. године, живјело 2.924 становника. Просјечна густина становништва износи 69 становника/km².